# Roger Nathan (2e baron Nathan)
Roger Carol Michael Nathan, 2e baron Nathan (5 décembre 1922 - 19 juillet 2007) est un avocat britannique et pair héréditaire.

## Famille et Jeunesse
Nathan est le fils de Harry et Eleanor Nathan. Son père est un homme politique libéral qui rejoint le Parti travailliste en 1934, qui est créé baron Nathan en 1940 après avoir démissionné de son poste de député de Wandsworth Central pour permettre à Ernest Bevin de prendre le siège.
Nathan fait ses études à la Stowe School et au New College d'Oxford. Il est mobilisé pendant la Seconde Guerre mondiale. Après s'être entraîné à Sandhurst, il est officier dans les 17e/21e Lancers en 1942 et sert activement en Afrique du Nord, en Italie, en Autriche et en Grèce. Il est mentionné dans les dépêches, et démobilisé avec le grade de capitaine en 1946.

## Carrière juridique
Il retourne à New College, Oxford, et étudie le droit. À partir de 1948, il fait ses stages auprès de son père, alors en congé comme ministre de l'Aviation civile, et rejoint le cabinet de son père, Herbert Oppenheimer Nathan and Vandyk. Il devient associé lorsqu'il obtient son diplôme en 1950, le même jour que son mariage. Il travaille sur les introductions en Bourse de Sainsbury's et Plessey sur la Bourse de Londres.
Il succède à son père en tant que 2e baron Nathan en 1963 et siège avec les Crossbencher. Il devient associé principal d'Herbert Oppenheimer en 1978. Le cabinet s'effondre en 1988 et il rejoint nombre de ses anciens associés chez Denton Hall Burgin et Warren, où il est consultant jusqu'en 1992.

## Activités notables
Il s'implique sur les questions environnementales et dans diverses œuvres caritatives. Il est membre du Cavalry Club et est maître de la Gardeners' Company. Il est président puis vice-président de la Royal Society of Arts de 1975 à 1977. Il est président du Jewish Welfare Board de 1967 à 1971, et président puis président honoraire du Central British Fund for Jewish Relief and Rehabilitation. Il est docteur honoris causa en droit de l'Université du Sussex en 1988. Il est président de la Society of Sussex Downsmen en 1987, puis président du South Downs Conservation Board.

## Vie privée
Il vit à Collyers Farm à Lickfold dans le Sussex. Ses mémoires, The Spice of Life, sont publiées en 2003 par le Memoir Club.
Il épouse Philippa Solomon en 1950, fille du major JB Solomon. Ils ont deux filles et un fils. Son fils Rupert lui succède dans la baronnie.